# Michael Frater
Michael Frater (født 6. oktober 1982 i Manchester, Jamaica) er en jamaicansk atletikudøver (sprinter), der vandt guld på 4 x 100 meter-distancen ved OL i Beijing 2008 som en del af det jamaicanske hold. Holdet, der udover Frater også bestod af Nesta Carter, Usain Bolt og Asafa Powell vandt løbet i verdensrekordtiden 37.10 sekunder.
Frater vandt desuden sølv i 100 meter ved VM i Helsingfors i 2005.